# Предрасуде
Предрасуде су врста ставова који се не заснивају на истинитом искуству нити на разумним доказима. Предрасуде су тежње уопштавања, оптерећена и веома отпорне на промену. У друштвеној психологији се нарочито проучавају расне и етничке предрасуде. Ове предрасуде не укључују само неутемељено негативно мишљење о другим друштвеним групама и некритичко позитивно о својој, него и мржњу, као и спремност на прогон, одвајање и уништавање припадника друге расе или народа. Реч се често користи тако да се односи на унапред смишљену (обично неповољну) процену или класификацију друге особе на основу перципиране политичке припадности те особе, пола, уверења, вредности, друштвене класе, старости, инвалидитета, религије, сексуалности, расе, етничке припадности, језика, националности, тена, лепота, висина, занимање, богатства, образовања, криминалитета, подршци спортског тима, музичког укуса или других личних својства.
Реч „предрасуде“ се такође може односити на неоснована или фиксирана уверења и може се односити на „сваки неразуман став који је необично отпоран на рационални утицај“. Гордон Олпорт је дефинисао предрасуде као „осећање, повољно или неповољно, према особи или ствари, унапред или не засновано на стварном искуству“. Аестад (2015) дефинише предрасуду као карактеристику „симболичког трансфера“, трансфера вредносног садржаја значења на друштвено формирану категорију, а затим на појединце за које се сматра да припадају тој категорији, отпор променама и претерано генерализовање.

## Историјски приступи
Прво психолошко истраживање о предрасудама спроведено је 1920-их. Ово истраживање је покушало да докаже супериорност беле расе. Један чланак из 1925. који је прегледао 73 студије о раси закључио је да студије „указују на менталну супериорност беле расе“. Ове студије, заједно са другим истраживањима, навеле су многе психологе да посматрају предрасуде као природни одговор на расе за које се верује да су инфериорне.
Током 1930-их и 1940-их, ова перспектива је почела да се мења због све веће забринутости за антисемитизам због идеологије нациста. У то време, теоретичари су посматрали предрасуде као патолошке и стога су тражили синдроме личности повезане са расизмом. Теодор Адорно је веровао да предрасуде потичу из ауторитарне личности; веровао је да људи са ауторитарним личностима највероватније имају предрасуде према групама нижег статуса. Он је описао ауторитаријанце као „ригидне мислиоце који су се покоравали ауторитету, видели свет као црно-бело и наметнули стриктно поштовање друштвених правила и хијерархије“.
Године 1954, Гордон Олпорт је у свом класичном делу Природа предрасуда повезао предрасуде са категоричким мишљењем. Олпорт је тврдио да су предрасуде природан и нормалан процес за људе. Према његовим речима, „Људски ум мора да размишља уз помоћ категорија... Једном формиране категорије су основа за нормалне предрасуде. Ми никако не можемо да избегнемо овај процес. Од тога зависи уредан живот.“
Седамдесетих година прошлог века истраживања су почела да показују да се предрасуде заснивају на фаворизовању према сопственим групама, а не на негативним осећањима према другој групи. Према Мерилин Бруер, предрасуде се „могу развити не зато што су спољне групе омражене, већ зато што су позитивне емоције као што су дивљење, симпатија и поверење резервисане за унутрашњу групу“.
Томас Петигру је 1979. описао крајњу грешку атрибуције и њену улогу у предрасудама. Крајња грешка при атрибуцији настаје када чланови групе „(1) приписују негативно понашање ван групе диспозиционим узроцима (више него што би то учинили за идентично понашање унутар групе), и (2) приписују позитивно понашање ван групе једном или више следећих узрока: (а) случајност или изузетан случај, (б) срећа или посебна предност, (ц) висока мотивација и труд, и (д) ситуациони фактори".
Јонг-Бруел (1996) је тврдио да се предрасуде не могу третирати у једнини; радије треба говорити о различитим предрасудама као својственим различитим карактерним типовима. Њена теорија дефинише предрасуде као друштвену одбрану, правећи разлику између опсесивне структуре карактера, првенствено повезане са антисемитизмом, хистеричних ликова, првенствено повезаних са расизмом, и нарцистичких ликова повезаних са сексизмом.

## Савремене теорије и емпиријски налази
Ефекат хомогености ван групе је перцепција да су чланови ван групе сличнији (хомогенији) од чланова унутар групе. Социјални психолози Кватроне и Џоунс спровели су студију која је то демонстрирала са студентима ривалских школа Универзитета Принстон и Универзитета Рутгерс. Ученицима у свакој школи су приказани видео снимци других ученика из сваке школе који бирају врсту музике коју ће слушати за студију слушне перцепције. Затим је од учесника затражено да погоде који проценат другова из разреда снимљених на видео снимку ће изабрати исто. Учесници су предвидели много већу сличност између чланова ван групе (супарничке школе) него између чланова њихове унутар групе.
Модел оправдања и потискивања предрасуда креирали су Кристијан Крендал и Ејми Ешлеман. Овај модел објашњава да се људи суочавају са сукобом између жеље за изражавањем предрасуда и жеље за одржавањем позитивног самопоимања. Овај сукоб доводи до тога да људи траже оправдање за одбојност према спољашњој групи и да користе то оправдање да избегну негативна осећања (когнитивна дисонанца) о себи када делују на основу своје несклоности вањској групи.
Реалистичка теорија сукоба наводи да конкуренција између ограничених ресурса доводи до повећаних негативних предрасуда и дискриминације. То се може видети чак и када је ресурс безначајан. У експерименту „Разбојничка пећина“, створене су негативне предрасуде и непријатељство између два летња кампа након спортских такмичења за мале награде. Непријатељство је смањено након што су два супротстављена табора била приморана да сарађују на задацима за постизање заједничког циља.
Друга савремена теорија је теорија интегрисане претње (ITT), коју је развио Валтер Г Стефан. То се базира и надограђује на неколико других психолошких објашњења предрасуда и понашања унутрашње/спољне групе, као што су реалистична теорија сукоба и симболички расизам. Такође се користи перспектива теорије друштвеног идентитета као основа ваљаности; то јест, претпоставља се да појединци делују у контексту заснованом на групи где чланство у групи чини део индивидуалног идентитета. ITT сматра да су предрасуде и дискриминација спољне групе узроковане када појединци виде да нека вањска група на неки начин представља претњу. ITT дефинише четири претње: реалне претње, симболичке претње, међугрупна анксиозност, негативни стереотипи.
Поред тога, теорија друштвене доминације наводи да се друштво може посматрати као хијерархије засноване на групи. У надметању за оскудне ресурсе као што су становање или запошљавање, доминантне групе стварају предрасуде „митове о легитимизацији“ како би пружиле морално и интелектуално оправдање за своју доминантну позицију над другим групама и потврдиле своје тврдње о ограниченим ресурсима. Легитимирајући митови, као што су дискриминаторне праксе запошљавања или пристрасне норме заслуга, раде на одржавању ових хијерархија предрасуда.
Предрасуде могу бити централни фактор који доприноси депресији. Ово се може десити код некога ко је жртва предрасуда, ако је на мети нечијих предрасуда, или када људи имају предрасуде према себи које изазивају сопствену депресију.